# ليو مينولدي
ليو مينولدي (بالإسبانية: Leo Mainoldi) مواليد 4 مارس 1985، هو لاعب كرة سلة أرجنتيني بدأ مسيرته الاحترافية في سنة 2001. يبلغ طوله 6 قدم 8.5 بوصة (2.0 م).

## فرق لعب لها
- فالنسيا باسكت
- بالونكيستو فوينلابرادا
- ساسكي باسكونيا

## الميداليات
| الميدالية | المسابقة                             |
| --------- | ------------------------------------ |
| برونزية   | بطولة أمم الأمريكتين لكرة السلة 2009 |
| برونزية   | بطولة أمم الأمريكتين لكرة السلة 2013 |

## روابط خارجية
- ليو مينولدي على موقع الاتحاد الدولي لكرة السلة (الإنجليزية)
- ليو مينولدي على موقع الدوري الأوروبي لكرة السلة (الإنجليزية)
- ليو مينولدي على موقع الدوري الإسباني لكرة السلة (الإسبانية)
- ليو مينولدي على موقع كرة السلة الأوروبية.كوم (الإنجليزية)
- ليو مينولدي على موقع ريلجم (الإنجليزية)
- ليو مينولدي على موقع بروبوليرز (الإنجليزية)
- ليو مينولدي على موقع سبورتس رفرنس (الإنجليزية)
- ليو مينولدي على موقع أوليمبيديا (الإنجليزية)
- ليو مينولدي على موقع اللجنة الأولمبية الأرجنتينية (الإسبانية)